# 法斯塔夫
约翰·法斯塔夫爵士（Sir John Falstaff）在莎士比亚的剧本《亨利四世》和《温莎的风流娘儿们》中被首次提到的艺术形象。他是一个嗜酒成性又好斗的士兵，在《温莎的风流娘儿们》中他是非常自负的一个人，而在《亨利四世》的演绎裡则显得有些忧郁。他的名字法斯塔夫已成了体型臃肿的牛皮大王和老饕（tao2）的同义词。 
该人物本来该叫约翰·奥斯卡斯特爵士，但为了跟一位著名的骑士对应，故改名为法斯塔夫。这个形象深受莎士比亚和其他作曲家的喜爱，屡次作为劇本主角出现。真实的法斯塔夫于1414年因叛国罪被执行死刑。

## 作品
- 《法斯塔夫》，威尔第歌剧（1893年）
- 《温莎的风流娘儿们》，奥托·尼古拉歌剧（1849年）